# Ernst J. Zimmermann
Pour les articles homonymes, voir Zimmermann.
Ernst Julius Zimmermann est un professeur et historien allemand né le 18 février 1855 à Wiesbaden et mort le 16 janvier 1929 à Hanau.

## Biographie
Ernst Julius Zimmermann grandit à Limbourg-sur-la-Lahn. En 1884, il devient professeur à l'académie de dessin de Hanau, où il enseigne jusqu'en 1921. Après avoir emménagé à Hanau, il se consacre intensément à l'histoire de la ville et des environs, et écrit de nombreuses publications. Cela aboutit au vaste ouvrage Hanau, Stadt und Land, qui connait plusieurs éditions (1903, 1917, 1919, 1920) et est réimprimé en 1978.
Il est également délégué syndical pour la préservation des monuments de la ville et du quartier de Hanau et membre de la commission historique de Hesse. Zimmermann a longtemps été membre du conseil d'administration, en tant que président actif au sein de l'Association d'histoire de Hanau et plus tard en tant que membre honoraire.

## Sources
- (de) Cet article est partiellement ou en totalité issu de l’article de Wikipédia en allemand intitulé « Ernst J. Zimmermann » (voir la liste des auteurs).